# Oleksenkove, Lebedîn
Oleksenkove (în ucraineană Олексенкове) este un sat în orașul regional Lebedîn din regiunea Sumî, Ucraina.

## Demografie
Componența lingvistică a localității Oleksenkove
     Ucraineană (94,74%)
     Rusă (5,26%)
Conform recensământului din 2001, majoritatea populației localității Oleksenkove era vorbitoare de ucraineană (94,74%), existând în minoritate și vorbitori de rusă (5,26%).